# Els Terrers
Els Terrers és una muntanya de 667 metres que es troba al municipi de les Avellanes i Santa Linya, a la comarca catalana de la Noguera.